# Kaczki Średnie
Kaczki Średnie [pronunciación en polaco: /ˈkat͡ʂki ˈɕrɛdɲɛ/] es un pueblo ubicado en el distrito administrativo de Gmina Turek, dentro del Distrito de Turek, Voivodato de Gran Polonia, en el oeste de Polonia central. Se encuentra aproximadamente a 6 kilómetros al sur de Turek y a 121 kilómetros al sureste de la capital regional Poznań.
El pueblo tiene una población de 400 habitantes.